# David James Ritchie

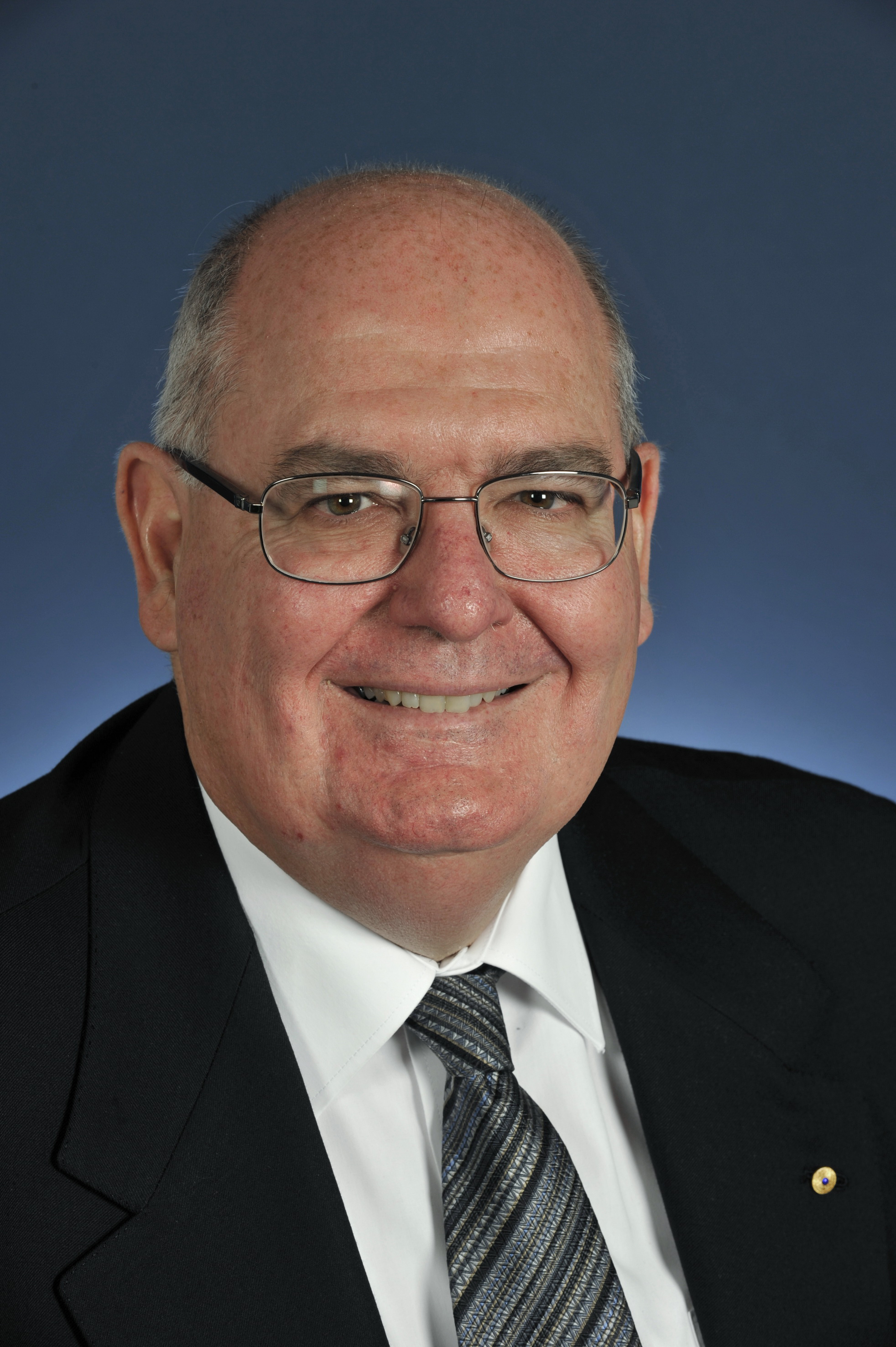
Botschafter David Ritchie (2013)

David James Ritchie (* 20. Juni 1953) ist ein australischer Diplomat und höherer Beamter im Ministerium für Auswärtige Beziehungen und Handel (Department of Foreign Affairs and Trade; DFAT). Ritchie war von 2013 bis 2016 Botschafter in der Bundesrepublik Deutschland mit Nebenakkreditierung in der Schweizer Eidgenossenschaft und dem Fürstentum Liechtenstein.
(→ Liste der australischen Botschafter in Deutschland)

## Leben
Ritchie machte im Jahr 1975 seinen Abschluss als Bachelor of Arts (Honours) an der University of Queensland in Germanistik und Literatur.

### Diplomatische Laufbahn
Seinen ersten Posten absolvierte Ritchie von 1975 bis 1978 in Bonn. Von 1981 bis 1983 war er Angehöriger der australischen Botschaft in Ost-Berlin.
Von 1992 bis 1997 hatte Ritchie verschiedene Positionen im Department of the Prime Minister and Cabinet (Amt des Premierministers).
Ritchie war von 1999 bis 2001 außenpolitischer Berater des australischen Premierministers John Howard und wurde 2001 zum Unterstaatssekretär des DFAT befördert.
Im Jahr 2002 wurde Ritchie chargé d'affaires (Geschäftsträger a. i.) der australischen Botschaft in Jakarta, bis er zum Botschafter dort gemacht wurde. Diese Position bekleidete er bis zum Jahr 2005. Er erlebte das Bombenattentat auf die Botschaft im Jahr 2004.
Am 10. Mai 2010 wurde Ritchie zum Botschafter in Italien mit Nebenakkreditierung in San Marino ernannt. Er trat den Posten im Juli des Jahres an und verblieb dort bis November 2013.
Von Rom kam Ritchie nach Berlin, wo er am 13. Januar 2014 sein Beglaubigungsschreiben als außerordentlicher und bevollmächtigter Botschafter mit Nebenakkreditierung in der Schweiz und in Liechtenstein überreichte. Ritchie war während seiner Zeit als Botschafter in Deutschland für seine Bürgernähe und Aufgeschlossenheit bekannt.

## Auszeichnungen
Für seinen Einsatz während der Terroranschläge in Indonesien erhielt Ritchie am 29. August 2005 die Group Bravery Citation (eine australische Tapferkeitsauszeichnung).
Am 13. Juni 2005 wurde er zum Offizier des Ordens von Australien (Officer of the Order of Australia) für „Dienste bei der Sicherung der langfristigen Sicherheitsinteressen Australiens in der Region durch Bemühungen, Zusammenarbeit bei dem Kampf gegen den Terrorismus zu schaffen“ ernannt.
Im Juli 2016 verlieh ihm der Bundespräsident das Große Bundesverdienstkreuz, wobei es sich um einen diplomatischen Ordensaustausch auf Gegenseitigkeit handelte.